# Ronov
Ronov är ett berg i Tjeckien.   Det ligger i regionen Liberec, i den norra delen av landet, 60 km norr om huvudstaden Prag. Toppen på Ronov är 552 meter över havet, eller 206 meter över den omgivande terrängen. Bredden vid basen är 4,9 km.
Terrängen runt Ronov är platt åt sydost, men åt nordväst är den kuperad.Runt Ronov är det glesbefolkat, med 16 invånare per kvadratkilometer. Närmaste större samhälle är Česká Lípa, 11,3 km nordost om Ronov. I omgivningarna runt Ronov växer i huvudsak blandskog.